# Čáháligjävri
Čáháligjävri eller Tsåhåligjävri är en sjö i kommunen Enare i landskapet Lappland i Finland. Sjön ligger 264,9 meter över havet. Arean är 36 hektar och strandlinjen är 3,94 kilometer lång. Sjön  ingår i Neidenälvens huvudavrinningsområde.   Den ligger omkring 340 kilometer norr om Rovaniemi och omkring 1000 kilometer norr om Helsingfors. 